# Швеннике, Детлеф
Детлеф Швеннике (нем. Detlev Schwennicke; 31 января 1930, Губен — 24 декабря 2012, Берлин) — немецкий историк, генеалог, автор исследования «Europäische Stammtafeln».
Евангелический священник. Получил теологическое (евангелическое) образование в Майнце, Гёттингене и Бонне.
В 1958—1970 священник в Грюнштадте, затем — в Дюссельдорфе и Ветцларе. С 1992 года на пенсии.
С 2008 года жил с женой в Берлине.
Умер 24 декабря 2012 года. Похоронен на кладбище Грюневальд.
В 1978 году доработал и издал пятый том генеалогического исследования «Europäische Stammtafeln. Stammtafeln zur Geschichte der europäischen Staaten».
В 1980—2011 годах выпустил 6—28 тома. Том XXIX издан посмертно в 2013 году.

## Сочинения
- Schwennicke, Detlev: Die fränkischen Könige und die Könige und Kaiser, Stammesherzoge, Kurfürsten, Markgrafen und Herzoge des Heiligen Römischen Reiches Deutscher Nation. 2., verb. Aufl.. - Frankfurt am Main: Klostermann 2005 . - [26] Bl., 174 Stammtafeln. - Die DA-Rez. bezieht sich auf die erste Auflage. - ISBN 3-465-03420-1
- Detlev SCHWENNICKE: Europäische Stammtafeln. Neue Folge, Marburg (Stargardt) 1978-2000; Frankfurt (Klostermann) 2002-2005.